# (4537) Valgrirasp
(4537) Valgrirasp – planetoida z pasa głównego asteroid okrążająca Słońce w ciągu 5,22 lat w średniej odległości 3,01 j.a. Odkryła ją Ludmiła Czernych 2 września 1987 roku w Krymskim Obserwatorium Astrofizycznym w Naucznym. Jej nazwa pochodzi od Walentina Grigorjewicza Rasputina – radzieckiego pisarza.